# Filipe
Filipe Gomes Ribeiro dit Filipe est un footballeur brésilien né le 28 mai 1987 à Rio de Janeiro. Il joue au poste de milieu défensif au Calcio Padoue.